# Фредерік Буске
Фред Буске  (фр. Fréd Bousquet, 8 червня 1981) — французький плавець, олімпійський медаліст.

## Виступи на Олімпіадах
| Олімпіада   | Дисципліна           | Місце |
| ----------- | -------------------- | ----- |
| Сідней 2000 | 4×100 вільним стилем | 7     |
| Сідней 2000 | 4×100 комплексом     | 7     |
| Афіни 2004  | 50 м вільним стилем  | 12    |
| Афіни 2004  | 100 м вільним стилем | 10    |
| Афіни 2004  | 100 м батерфляєм     | 25    |
| Афіни 2004  | 4×100 вільним стилем | 7     |
| Афіни 2004  | 4×100 комплексом     | 5     |
| Пекін 2008  | 100 м батерфляєм     | 16    |
| Пекін 2008  | 4×100 вільним стилем | 2     |
| Ріо 2016    | 50 м вільним стилем  | 25    |